# مخنوفشتشينا

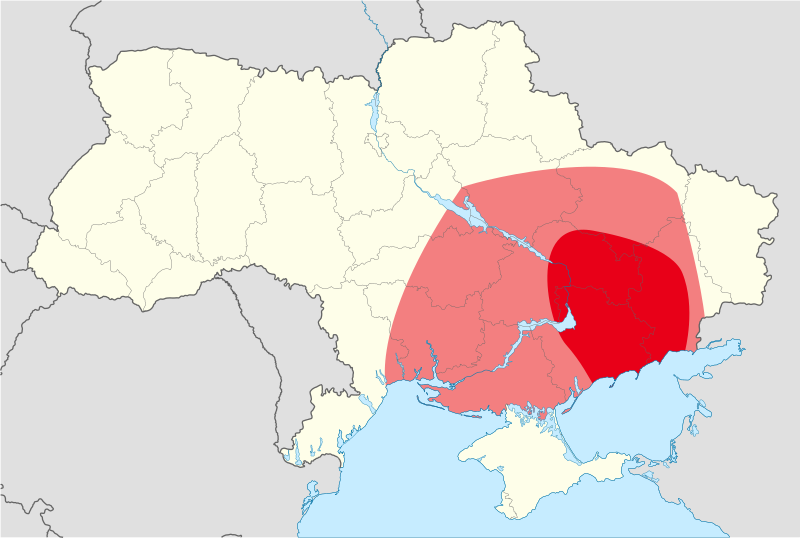
حدود الإقليم الحر

الإقليم الحر أو ماخنوية أو أوكرانيا اللاسلطوية (1919– 1921) هو إقليم حكمه الجيش الثوري المتمرد لنستور ماخنو الذي أسس مجتمع لاسلطوي بدون دولة في جزء من أوكرانيا المعاصرة خلال الثورة الأوكرانية.
مخنوفشتشينا أو مخنوفيا هي ثمرة محاولة تشكيل مجتمع أناركي من دون دولة في أجزاء من أوكرانيا خلال الثورة الروسية في 1917-1923. وُجدت مخنوفيا في الفترة من 1918 إلى 1921، وخلال تلك الفترة، عمل السوفييت الأحرار والكوميونات الليبرالية تحت حماية الجيش الثوري المتمرد الأوكراني بقيادة نستور ماخنو. بلغ عدد سكان المنطقة نحو سبعة ملايين نسمة.
تأسست مخنوفيا عقب استيلاء قوات ماخنو على مدينة هوليايبولي في 27 نوفمبر 1918. أُنشئت هيئة أركان الإقليم المتمرد في المدينة، والتي أصبحت عاصمة الإقليم بحكم الأمر الواقع. احتلت القوات الروسية التابعة للحركة البيضاء، بقيادة أنطون دنيكين، جزءًا من المنطقة وشكلت حكومة مؤقتة لجنوب روسيا في مارس 1920، الأمر الذي أدى إلى نقل العاصمة الفعلية إلى كاترينوسلاف لفترة وجيزة (المعروفة حاليًا باسم دنيبرو). في أواخر مارس 1920، انسحبت قوات دنيكين من المنطقة، وذلك عقب أن طردهم الجيش الأحمر بالتعاون مع قوات ماخنو، التي اشتركت وحداتها بحرب عصابات على خطوط دنيكين الأمامية. جرى إيقاف تأسيس مخنوفيا في 28 أغسطس 1921، حيث فر ماخنو و77 من رجاله المُصابين بشدة عبر رومانيا عقب إعدام العديد من كبار المسؤولين على يد القوات البلشفية. واصل ما تبقى من الجيش الأسود القتال حتى أواخر عام 1922.
جرى تنظيم مخنوفيا ذاتيًا على أساس المبادئ الأناركية، ولذلك فإن الإشارة إلى مفاهيم «السيطرة» و «الحكومة» تثير جدلًا واسعًا. على سبيل الذكر، اضطلع المخنوفيون، الذين استُشهد بهم كثيرًا كشكل من أشكال الحكم (بقيادة ماهنو)، بدور عسكري بحت، إذ تمثل دور ماخنو فقط بمجرد كونه استراتيجيًا ومستشارًا عسكريًا.

## تاريخيًا

### ظهور الحركة المخنوفية ومخنوفيا
في أعقاب تحرير ماخنو من السجن خلال ثورة فبراير في عام 1917، عاد إلى مسقط رأسه في هوليايبولي ونظم اتحاد الفلاحين. نظر إليه الناس وكأنه روبن هود، إذ صادر عقارات كبيرة من ملاك الأراضي ووزع الأراضي على الفلاحين. انضم ماخنو إلى جماعة أناركية عُرفت باسم الحرس الأسود (برئاسة البحار الهارب فدير شتشوس) وأصبح قائدًا لها في نهاية المطاف.
في مارس 1918، وقعت الحكومة البلشفية الجديدة في روسيا معاهدة بريست ليتوفسك التي عُقد السلام بموجبها مع القوى المركزية مقابل التخلي عن مساحات كبيرة من الأراضي، بما في ذلك أوكرانيا. مع عجز المجلس المركزي للجمهورية الأوكرانية الشعبية الجديدة عن الحفاظ على النظام، تأسست الهتمانات عقب الانقلاب الذي قاده بافلو سكوروبادسك في أبريل 1918. لم يرضَ الفلاحون بفشل الجمهورية الأوكرانية الشعبية في حل مسألة ملكية الأراضي، فرفض معظمهم دعم حكومة محافظة يديرها مسؤولون إمبراطوريون سابقون ويدعمها المحتلون النمساويون المجريون والألمان. فقدت الهتمانات دعم القوى المركزية (ألمانيا والنمسا والمجر، التي سلحت قواتها ونصبتها في مواقع السلطة) بعد انهيار الجبهة الغربية الألمانية. لم يحظ بافلو بشعبية بين معظم الأوكرانيين الجنوبيين، ورأت مديرية أوكرانيا أنه من الأفضل حل قواته، وطردته من كييف. هاجمت عصابات الفلاحين في عهد الكثير من الأتامانات المُعينون ذاتيًا والذين اعتمدوا أحيانًا على قوائم جيش الجمهورية الأوكرانية الشعبية وسيطر أمراء الحرب هؤلاء على الريف في نهاية المطاف، وانشق بعضهم وانضم إلى المديرية الأوكرانية أو البلاشفة، إلا أن معظمهم تبع إما ماتفي هريهورييف الثوري الاشتراكي أو علم ماخنو الأناركي.
في هذه المرحلة، تحول التركيز من الحملات العسكرية التي تبناها ماخنو في العام الماضي لينصب على الشواغل السياسية. صدرت خمسة مبادئ رئيسية عن المؤتمر الأول لاتحاد جماعات الأناركيين المعروف باسم «نابات» (صوت ناقوس الخطر): رفض جميع الأحزاب السياسية، ورفض جميع أشكال الديكتاتوريات، وإنكار أي مفهوم للدولة المركزية، ورفض ما يسمى بالفترة الانتقالية التي تتطلب ديكتاتورية البروليتاريا المؤقتة، وتحقيق الإدارة الذاتية لجميع العمال من خلال مجالس العمال المحليين الحرة (السوفييت). عقب تجنيد أعداد كبيرة من الفلاحين الأوكرانيين، فضلًا عن عدد من اليهود والأناركيين والنالتشكيين وغيرهم من المجندين القادمين من دول أخرى، شكل ماخنو الجيش المتمرد الثوري في أوكرانيا، والذي عُرف باسم «الجيش الأسود الأناركي». تألف الجيش الأسود من نحو 15,000 جندي مسلح، بما في ذلك المشاة وألوية سلاح الفرسان (النظامية وغير النظامية على حد سواء)، وأُلحق بكل فوج كتائب مدفعية. خاض الجيش المتمرد الثوري معارك ضد الجيش الأبيض والقوميين الأوكرانيين ومختلف التشكيلات شبه العسكرية المستقلة التي أقامت مذابح معادية للسامية.
أدت الثورة التي اندلعت في نوفمبر 1918 إلى هزيمة ألمانيا في الحرب العالمية الأولى. بحلول هذا الوقت، قاد ماخنو حركة تمرد تألفت من 6000 شخص ضد الإمبراطورية الألمانية في مقاطعة يكاتيرينوسلاف، في حين أُصيبت القوات الألمانية بالإحباط ولم ترغب في القتال، ما أدى إلى انسحابها بسرعة. في 27 نوفمبر، احتل ماخنو هوليايبولي، وأعلن عن دخولها حالة حصار، وشكل «المقر الثوري لهوليايبولي». شكّل المتمردون آنذاك قوة كبيرة، وسيطروا على معظم أراضي مقاطعة يكاتيرينوسلاف. وفقًا لما ورد عن ماخنو، «شكّل الفلاحون الأغلبية الزراعية لهذه القرى، كان المرء يفهم الفلاحين والعمال على حد سواء آنذاك. ارتكز كل شيء حينها على أساس المساواة والتضامن بين أعضائها. عمل الجميع، رجالًا ونساءً، معًا بضمير أملى عليهم العمل في الحقول أو في الأعمال المنزلية... كان برنامج العمل راسخًا في الاجتماعات التي شارك فيها الجميع. ثم علموا بالضبط ما عليهم فعله.» (ماخنو، الثورة الروسية في أوكرانيا عام 1936).
أُعيد تنظيم المجتمع وفقًا للقيم الأناركية، ما دفع المخنوفيين إلى إضفاء الطابع الرسمي على سياسة المجتمعات الحرة بوصفها أسمى أشكال العدالة الاجتماعية. انتهج التعليم مبادئ فرانسيسك فيرير، وقام الاقتصاد على مبدأ التبادل الحر بين المجتمعات الريفية والحضرية، والذي شمل المحاصيل والماشية والمنتجات المصنعة، وذلك وفقًا لنظريات بيوتر كروبوتكين.
صرّح المخنوفيون عن دعمهم للعمال الفلاحين الأحرار السوفييت، فضلًا عن معارضتهم للحكومة المركزية. وصف ماخنو البلاشفة بالدكتاتوريين وعارض هيئة الطوارئ الروسية لمكافحة الثورة المضادة والتخريب (تشيكا) وغيرها من المؤسسات الإلزامية والتأديبية المماثلة. دعا ماخنو كذلك إلى حرية التعبير والصحافة والاجتماع والنقابات وما شابه ذلك. دعا المخنوفيون إلى عقد الكثير من مؤتمرات السوفييت، التي سُمح فيها بمشاركة جميع الأحزاب والجماعات السياسية –بما في ذلك البلاشفة، وذلك بقدر ما انتخب أعضاء هذه الأحزاب ممثلين عن مجالس العمال أو الفلاحين أو الميليشيات. على النقيض من ذلك، وبعد يونيو 1918، لم يُسمح لغير البلاشفة في الأراضي البلشفية بالمشاركة في أي مجالس سوفيتية وطنية ومعظم المجالس السوفيتية المحلية، علاوة على خضوع جميع قراراتهم لحق نقض الحزب البلشفي.

## التأسيس
أسس نستور ماخنو في بداية عمره قوة عسكرية منظمة . وقد قرر المؤتمر الأول للكونفدرالية للمجموعات اللاسلطوية خمسة أمور أساسية: منع كل الأحزاب السياسية، رفض كل أشكال الدكتاتورية، إنكار كل مفاهيم الدولة، رفض الفترة الانتقالية أو دكتاتورية البروليتاريا، وتأييد الإدارة الذاتية للعمال عن طريق المجالس العمالية الحرة. كما اعتمد اللون الأسود (اللون التقليدي للاسلطوية) كلون رسمي، للتمييز عن الفاشيين (الأبيض) والبلشفيين (الأحمر).

## التطور والخصائص
أسس اللاسلطويين مجتمعا لاسلطويا يديره العمال والفلاحين في أوكرانيا. كانت الزراعة الأكثر انتشارا في القرى التي تكونت من الفلاحين . قامت العلاقة بين العمال والفلاحين على المساواة والتضامن. كلا الرجال والنساء عملوا معا بضمير مثالي في الحقول والأعمال المنزلية ... برنامج العمل كان يوضع في اللقاءات التي يشارك فيها الجميع، حيث كان يعرف كل شخص ما الذي يجب أن يفعله.
أما المجتمع فقد نظم وفقا للمعايير اللاسلطوية حيث كانت سياسة الكميونات الحرة كشكل أعلى من العدالة الاجتماعية. التعليم نظم وفقا لمبادئ فرانسيسكو فيرير، وقام الاقتصاد على تبادل المحاصيل والماشية مقابل المنتجات الصناعية بين الكومونات المدنية والقروية، وفقا لنظريات بيتر كروبوتكين.
دعم اللاسلطويين مجالس العمال والفلاحين الحرة ورفضوا الحكومة المركزية. كان اللاسلطويين ينظرون إلى البلاشفة على أنهم دكتاتوريين كما أنهم عارضوا الشرطة السرية والمؤسسات المماثلة، ونادوا لحرية الرأي والصحافة والتجمع والاتحادات وغيرها. كما أن أي نوع من الشرطة السرية كانت تعتبر غير شرعية عند اللاسلطويين أي في الإقليم الحر، حيث رفضوا المنظمات التي تريد فرض السلطة وقاموا بإلغاء اللجان الثورية البلشفية.

## الهزيمة
كان ماخنو حليفا للبلاشفة وكان البلاشفة يظهرون قبولهم بالحكم الذاتي في الإقليم الحر ولكن بعد انتصار البلاشفة اعتبروا ماخنو حليفا غير جدير بالثقة واعتبروا الإقليم الحر كمنطقة معادية وقطعوا علاقتهم معه. قامت إعلانات بلشفية بحملة قوية ضد ماخنو حيث قالوا بأن القادة في الإقليم عينوا من قبل ماخنو وأن ماخنو رفض تأمين الطعام للبلاشفة ومراسلو التلغراف وسموا اللاسلطويين هناك بالماخنويين واتهموهم بتنفيذ إعدامات وتعذيبات سرية وأن قوات ماخنو قد سطت على المساندات المرسلة للجيش الأحمر، وسرقوا سيارة مدرعة عندما طلبوا إصلاحها وأن مؤتمر المجموعات اللاسلطوية كان مسئولا عن النشاطات الإرهابية في المدن الروسية.
بعدها خاض الجيش الأحمر معارك عنيفة مع جيش ماخنو انتهى بهزيمة ماخنو وفراره وإعدام جيش من الفلاحين اللاسلطويين وسيطرة البلاشفة على الإقليم.

## معرض صور

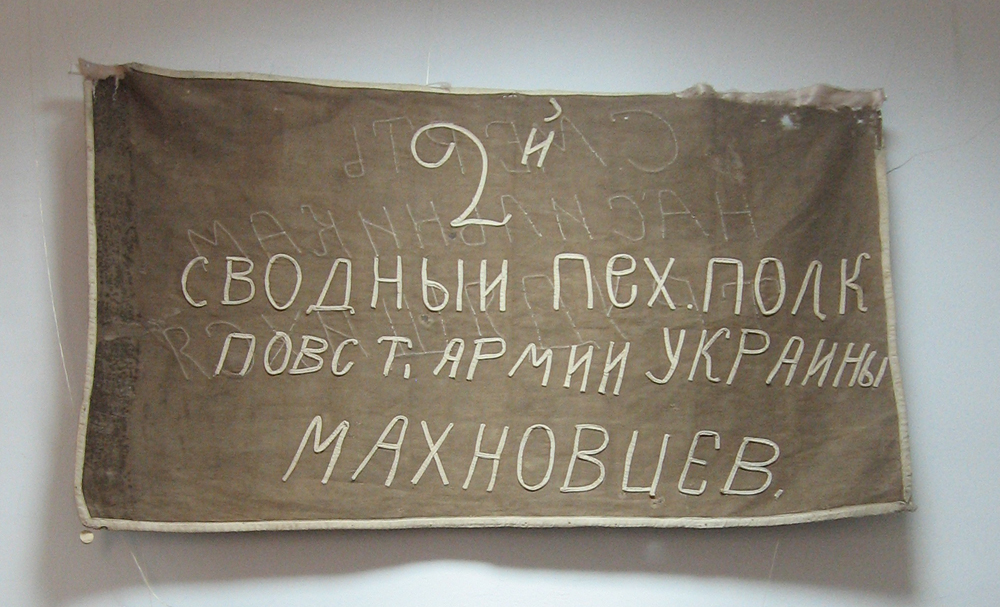